# Мува пецара
Мува пецара (лат. Stomoxys calcitrans) живи на истим стаништима где и домаћа мува и веома јој је слична, али се од ње разликује по:
- усном апарату који је прилагођен за бодење и сисање
- положају на подлози јер, за разлику од домаће муве чија је глава окренута надоле њена је глава подигнута ка горе.

Мува пецара је космополитска врста и живи у близини домаћих животиња (коња, крава) као и у становима човека. Иако данас насељава цео свет, верује се да потиче из Евроазије. На високим, летњим температурама постаје врло агресивна и уједа што јако пече (по томе је добила име). Сисање крви траје неколико минута и тако се хране и женке и мужјаци. Хране се на сваких два до три дана јер варење усисане крви траје толико.

## Животни циклус
Женка полаже 60-70 јаја врло брзо по изласку из лутке, односно, после деветог дана. Неопходно је и да се у току тог времена три пута храни да би положила јаја. У току свог краткотрајног живота који траје око 70 дана женка положи укупно око 600-800 јаја.
Из јаја се развијају ларве које живе у стајском ђубрету (копрофаги су) и после 7-8 дана од њих настаје лутка облика буренцета. Цео циклус развића траје око месец дана.

## Значај
Ова врста муве преноси следеће изазиваче болести:
- трипанозому (Trypanosoma);
- бактерије из рода спирохета (Spirochaeta).